# Lyaud
Lyaud é uma comuna francesa na região administrativa de Auvérnia-Ródano-Alpes, no departamento da Alta Saboia. Estende-se por uma área de 9.17 km². Em 2010 a comuna tinha 1 800 habitantes (densidade: 196,3 hab./km²).